# Arnold Leese
Arnold Spencer Leese, född 1878 i Lytham St Annes, Lancashire, England, död 1956 i London, England, var en brittisk veterinär, författare och fascistisk politiker.

## Biografi
Som veterinär arbetade Arnold Leese i East End, London innan han flyttade sin praktik till Brittiska Indien. Leese verkade under sex år i Indien innan han kom att bli en expert på kamelen i Brittiska Östafrika. Han publicerade ett flertal artiklar om kamelen och dess sjukdomar, de första vilka förekom i The Journal of Tropical Veterinary Science 1909. Hans arbeten inom detta område kom också att medföra att en kamelparasit uppkallades efter honom: Thelazia leesei.
Vid början av första världskriget anslöt sig Leese till Royal Army Veterinary Corps, en avdelning inom den brittiska armén ansvarig för tillhandahållandet, tränandet och omhändertagandet av djur, och tjänstgjorde på Västfronten och i Mellanöstern. Därefter återvände Leese till England där han fortsatte att arbeta innan han pensionerade sig och publicerade en bok 1928, The One-Humped Camel in Health and in Disease, som skulle komma att bli ett standardverk i Indien under femtio år.
Arnold Leese var starkt antisemitisk under större delen av sitt liv, något som hade sin grund i hans avsky för judarnas praktiserande av kosher, en hop av lagar som bland annat dikterar villkoren för förberedandet och slaktandet av djur. Leese ansåg att judarna utgjorde ett hot mot det Brittiska Imperiet och kom därför att bli involverad i fascistiska grupperingar från och med 1924. Leese vek aldrig en tum i sin antisemitism och anklagade flera gånger andra fascister för att vara för blida gentemot judarna.
Som medlemmar av British Fascists valdes Arnold Leese och Henry Simpson 1924 till kommunalfullmäktige i Stamford, Lincolnshire. I sin självbiografi Out of Step: Events in the Two Lives of an Anti-Jewish Camel Doctor skrev Leese att han och Simpson "var de första folkvalda fascisterna i England". 1928 lämnade Leese British Fascists och grundade Imperial Fascist League. 1933 övertogs Imperial Fascist League av Oswald Mosley och inkorporerades i hans British Union of Fascists. Leese hade inte mycket till övers för Mosley och kallade honom för en "kosherfascist".
Leese och Walter Whitehead, också han en medlem av Imperial Fascist League, dömdes till fängelse i sex månader 1936 efter att ha åtalats på sex punkter relaterade till två artiklar publicerade i julinumret av The Fascist, en tidning utgiven av Imperial Fascist League, betitlade "Jewish Ritual Murder", som senare också trycktes som en pamflett. Sedan han hade avtjänat sitt fängelsestraff gav Leese ut ännu en pamflett, betitlad "My Irrelevant Defence."